# 芷村站
芷村站是位于云南省红河哈尼族彝族自治州蒙自市芷村镇的一个铁路车站，有昆河铁路经过。车站建于1909年，站址海拔1634米，紧邻庄寨水库，距离昆明北站316公里。车站隶属昆明铁路局开远车务段，现不办理正式客运，货运仅办理路用货物发送、到达业务，是四等站。

## 车站结构
芷村站设有六栋站房，均为米黄色外墙的法式建筑，为云南省文物保护单位。车站站台被香樟树遮盖，冯小刚电影《芳华》曾在此取景。站场设有6条股道，设有通往开远工务段芷村采石场的专用线。